# André Adrien Joseph de La Bruyère
Pour les articles homonymes, voir La Bruyère.
André Adrien Joseph de La Bruyère, né le 23 janvier 1768 à Donchery dans les Ardennes et mort le 3 décembre 1808 à Madrid, en Espagne, est un général français de la Révolution et de l’Empire.

## Biographie

### Du cadet-gentilhomme à l'adjudant-général
Il entre en service le 4 mai 1779 comme élève à l’école militaire de Rebais. Il est admis comme cadet-gentilhomme à celle de Paris le 7 octobre 1782. Il prend rang de sous-lieutenant le 23 janvier 1783 et devient sous-lieutenant titulaire le 26 mai 1786 au régiment de Bassigny. Nommé lieutenant le 10 janvier 1790, capitaine le 10 janvier 1792, il passe dans une compagnie de grenadiers le 20 décembre suivant pour prendre le commandement du 2e bataillon du 4e régiment des grenadiers réunis. Le 26 juillet 1793, quoique toujours capitaine, il prend le commandement du 32e régiment et devient adjudant-général chef de bataillon le 1er octobre 1793 à l’état-major général de l’armée.
Il sert avec la plus grande distinction de 1792 à l’an IX (1800-1801) aux armées des Ardennes, du Rhin, de Mayence, de l’Ouest, des côtes de l’Océan et d’Angleterre. Il se trouve à la prise de Spire le 29 septembre 1792, à celle de Mayence le 21 octobre 1792 et il soutient le blocus de Mayence en 1795. Le 1er avril 1793, il sauve avec ses grenadiers trois pièces d'artillerie renversées dans un fossé et abandonnées près de Mayence. Le 14 juin suivant, il enlève 300 palissades aux Autrichiens dans le poste de la briqueterie pour fortifier le village de Kostheim, qui se trouve face à l’ennemi. Il est fait prisonnier à la prise de ce village, le 8 juillet 1793, par quatre grenadiers hessois, mais il réussit à se débarrasser d’eux, quoique blessé à la main droite. Il en tue deux, en met un en fuite et ramène le dernier au général Aubert du Bayet qui le félicite pour son exploit.

### Contre les chouans en Vendée, 1793-1796
Le 19 septembre 1793, à l’affaire du Pallet près de Clisson en Vendée, il a un cheval tué sous lui et est blessé le 22 lors de la retraite de cette ville. Le 15 octobre 1793, à l’affaire de Saint-Christophe-du-Bois, il a trois chevaux tués sous lui et reçoit dix-huit blessures, dont une lui fracture la hanche, une autre lui fracture l’épaule et une troisième lui traverse le corps. Laissé pour mort sur le champ de bataille, il est entièrement dépouillé et n'est rappelé à la vie que par les soins du représentant en mission Merlin de Thionville, qui le fait emporter dans un drap, après avoir étanché le sang avec du foin et de l’herbe, faute de charpie.
À l’issue de sa convalescence à Sedan, il rejoint l’armée de l’Ouest et se signale le 17 octobre 1794 par sa bravoure en enlevant un drapeau aux rebelles. Le 3 avril 1795, sur la route de Chemillé à Cholet, il est attaqué par quelques chouans et est blessé de trois coups de feu à la jambe gauche et à la mâchoire. Le 4 juillet 1795, après que Charette a repris les armes, il se présente avec deux hussards au quartier général de Stofflet et lui fait faire par écrit la déclaration de ses intentions. Le 31 juillet suivant, il enlève un guidon aux hussards de Charrette et mérite pour sa conduite d’être mentionné dans le rapport du général en chef. Le 2 février 1796, lors de la nouvelle insurrection de Stofflet, il tombe avec deux guides et deux chasseurs de la Côte-d’Or sur un rassemblement de rebelles près de Saint-Macaire, il les sabre, les disperse et leur enlève des armes et des effets d’habillement. Il est nommé adjudant-général chef de brigade le même jour.

### De commandement en commandement, 1801-1807
Le 20 février 1801, il est employé comme chef d’état-major de la 22e division militaire et est mis au traitement de réforme le 23 septembre 1801. Le 14 décembre 1801, il reprend ses fonctions dans la même division. Il est promu général de brigade le 29 août 1803 et commande successivement les départements de la Mayenne et d’Indre-et-Loire. Il est fait chevalier de la Légion d’honneur le 11 décembre 1803 et commandeur de l’ordre le 14 juin 1804.
Le 29 octobre 1804, il est envoyé à Toulon et est désigné le 2 décembre 1804 pour faire partie du corps expéditionnaire commandé par le général Lauriston destiné à ravitailler Batavia. Il embarque sur « l’Indomptable » et fait la campagne de l’an XIII (1804-1805) sur mer dans l’escadre de l’amiral Villeneuve. Le 29 avril 1805, il est employé dans la 26e division militaire, puis passe dans l’Armée des côtes de l'Océan et le 31 août à l’armée de réserve. Le 25 octobre 1806, il est attaché au 1er corps de la Grande Armée et se signale dans toutes les affaires qui ont lieu au commencement de la campagne de 1807.

### Général d'Empire
Le 26 février 1807, au combat de Braunsberg, il commande l’aile droite de la division Dupont. Chargé de repousser un corps de 10 000 hommes qui menace la gauche de la ligne française, il charge les Russes à la baïonnette et les chasse de la ville, laissant sur le champ de bataille 2 000 des leurs, seize canons et deux drapeaux. Le 14 juin 1807, il rend de grands services à la bataille de Friedland et est récompensé par le titre de grand officier de la Légion d’honneur le 11 juillet suivant.
Il est créé baron de l’Empire en mars 1808. Employé au 1er corps de l’armée d’Espagne, il se fait remarquer les 10 et 11 novembre 1808 à la bataille d’Espinosa et le 30 du même mois à la bataille de Somosierra. Le 2 décembre 1808 dans la soirée, il concourt à la prise de Madrid lorsqu'il est blessé d’un coup de feu à la gorge. Il meurt le lendemain des suites de sa blessure. Son nom figure sur les tables de bronze du musée de Versailles, mais il n'apparaît pas sur l'arc de triomphe de l’Étoile, sans doute confondu avec celui du général Bruyères, mort le 22 mai 1813 des suites de sa blessure reçue à la bataille de Reichenbach.

## Sources
- (en) « Generals Who Served in the French Army during the Period 1789 - 1814: Eberle to Exelmans ».
- Thierry Pouliquen, « Les généraux français et étrangers ayant servis [sic] dans la Grande Armée » (consulté le 15 février 2014).
- A. Lievyns, Jean Maurice Verdot, Pierre Bégat, Fastes de la Légion-d'honneur, biographie de tous les décorés accompagnée de l'histoire législative et réglementaire de l'ordre, tome3, Bureau de l’administration, janvier 1844, 529 p. (lire en ligne), p. 233.
- « Cote LH/1420/8 », base Léonore, ministère français de la Culture.
- « André Adrien Joseph de La Bruyère », dans Charles Mullié, Biographie des célébrités militaires des armées de terre et de mer de 1789 à 1850, 1852 [détail de l’édition].
- Georges Six, Dictionnaire biographique des généraux & amiraux français de la Révolution et de l'Empire (1792-1814) Paris : Librairie G. Saffroy, 1934, 2 vol.
- Arthur Chuquet, « Le général La Bruyère, d'après des documents inédits », dans la Revue historique ardennaise, vol. 5, publiée par Paul Laurent, Paris : Librairie Alphonse Picard et fils, 1898, p. 21-25 .